# Liste der Baudenkmale in Esens
In der Liste der Baudenkmale in Esens sind alle Baudenkmale der niedersächsischen Stadt Esens im Landkreis Wittmund aufgelistet. Grundlage ist die veröffentlichte Denkmalliste des Landkreises (Stand: November 2000).
Baudenkmale sind „im Sinne des Gesetzes Bodendenkmale, bewegliche Denkmale und Denkmale der Erdgeschichte.“ Die Denkmalliste der Stadt Esens umfasst 73 Baudenkmale sowie zwölf Gruppendenkmale.

## Baudenkmale
Die Liste umfasst, falls vorhanden, eine Fotografie des Denkmals, als Bezeichnung falls vorhanden den Namen, sonst den Gebäudetyp und die Adresse, das Datum der Unterschutzstellung und die Eintragungsnummer Denkmalbehörde.
| Bild                                                             | Bezeichnung                                                                  | Lage                           | Beschreibung | Bauzeit                                                                                  | Eingetragen seit | Denkmal- nummer |
| ---------------------------------------------------------------- | ---------------------------------------------------------------------------- | ------------------------------ | --- | ---------------------------------------------------------------------------------------- | ---------------- | --------------- |
| BW                                                               | Wohn-/Wirtschaftsgebäude, Gulfhaus                                           | Westbense 1 Karte              | Gulfhaus, Wirtschaftsteil Ziegelbau mit Rundbogenfenster, Wohnteil zweigeschossiger Putzbau mit profilierten Fensterrahmungen. Wesentliche schutzbegründende Bedeutung: Typus-/Stilausprägung | datiert 1915 (Wohnteil), datiert 1915 (Wirtschaftsteil)                                  |                  | 1               |
| weitere Bilder                                                   | Gasthaus, Stadthaus                                                          | Am Markt 1 Karte               | Zweigeschossiger traufständiger Ziegelbau unter Halbwalmdach, übergiebelter Mittelrisalit, Eingang mit Sandsteinrahmung | 1839                                                                                     |                  | 2               |
| Stadtscheune, ehemalige; Stadtschüür                             | Stadtscheune, ehemalige; Stadtschüür                                         | Am Markt 1a Karte              | Ehemalige Marktscheune. Unmittelbar hinter dem Stadthaus (Am Markt 1) am Stadt-Schüür-Pad gelegen. Ursprünglich Gulfscheune mit Durchfahrtsdiele. Jetzt Nutzung als Teediele | 1851                                                                                     |                  | 3               |
| weitere Bilder                                                   | Rathaus, ehem. Wangelinsches Witwenstift                                     | Am Markt 2 Karte               | Großer zweigeschossiger Traufenbau, im Kern 16. Jahrhundert. Straßenfassaden Anfang 18. Jahrhundert. Stark profilierte Gesimse und Fensterrahmungen. Marktseite mit übergiebeltem Mittelrisalit mit Eckpilastern                                                                                       | 16. Jahrhundert (Kernbau), Anfang 18. Jahrhundert (Straßenfassaden)                      |                  | 4               |
| Wohn-/Geschäftshaus (Mettcker-Haus) (Anzeiger für Harlingerland) | Wohn-/Geschäftshaus (Mettcker-Haus) (Anzeiger für Harlingerland)             | Am Markt 3 Karte               | Eingeschossiger giebelständiger Ziegelbau, im Kern 16. Jahrhundert, ältestes Steingebäude in Esens (ehemaliges Steinhaus), Straßengiebel halb abgewalmt, verputzt mit profilierten Fenster-/Türstürzen, wohl 1. Hälfte 19. Jahrhundert. Keller: Kreuzgewölbe                                           | 16. Jahrhundert (Kernbau)                                                                |                  | 5               |
| Wohn-/Geschäftshaus                                              | Wohn-/Geschäftshaus                                                          | Am Markt 5 Karte               | Zweigeschossiger, giebelständiger, auf den Schauseiten verputzter Ziegelbau mit repräsentativer Stuckgliederung | um 1900                                                                                  |                  | 6               |
| Wohn-/Geschäftshaus (Haus Gläske)                                | Wohn-/Geschäftshaus (Haus Gläske)                                            | Am Markt 6 Karte               | Zweigeschossiger Backsteinbau des 18. Jahrhunderts. Fassade mit Volutengiebel später verputzt. Aufteilung in Vorder-, Mittel- und Hinterhaus vollständig erhalten. Geburtshaus Johann Peter Behrens.                                                                                                   | 18. Jahrhundert                                                                          |                  | 7               |
| Hotel (Wietings Hotel)                                           | Hotel (Wietings Hotel)                                                       | Am Markt 7 Karte               | Zweigeschossiger Ziegelbau. Erdgeschoss im Kern Ende 16. Jahrhundert. Straßengiebel verputzt mit Gesimsen und profilierten Fensterrahmungen, um 1880. Baubeschreibung siehe auch Altstadterneuerung Esens, S. 17                                                                                       | Ende 16. Jahrhundert (Kern des Erdgeschosses), um 1880 (Putz, Gesimse, Fensterrahmungen) |                  | 8               |
| Wohn-/Geschäftshaus                                              | Wohn-/Geschäftshaus                                                          | Am Markt 9 Karte               | Eingeschossiger, zum Teil verputzter Baukörper, Straßengiebel mit Traufsteinen und Bekrönung, Ende 18. Jahrhundert; Sachaufenstereinbau Ende 19. Jahrhundert. Siehe auch Altstadterneuerung Esens, S. 17                                                                                               | Ende 18. Jahrhundert (Baukörper), Ende 19. Jahrhundert (Schaufenster)                    |                  | 9               |
| Wohn-/Geschäftshaus                                              | Wohn-/Geschäftshaus                                                          | Am Markt 11 Karte              | Giebelständiger Bau aus zwei niedrigen Geschossen, Straßengiebel verputzt mit Scheinquaderung, Krüppelwalmdach | Um 1900                                                                                  |                  | 10              |
| Wohn-/Geschäftshaus (Bestandteil)                                | Wohn-/Geschäftshaus (Bestandteil)                                            | Am Markt 13 Karte              | Giebelständiger anderthalbgeschossiger Backsteinbau mit Putzfassade unter Krüppelwalmdach, Neubau 1987, OBJ_04 Kennziffer 462003.00016 betr. Vorgängerbau | Neubau 1987                                                                              |                  | 11              |
| BW                                                               | Wohnhaus                                                                     | Bahnhofstraße 27 Karte         | |                                                                                          |                  | 12              |
| Mühle, Windmühle Bogena (Peldemühle)                             | Mühle, Windmühle Bogena (Peldemühle)                                         | Bensersieler Straße 1 Karte    | Galerieholländer von 1850. Kappenwindmühle mit Segelgatterflügeln und Windrose. Nutzung als Heimatmuseum. Gehendes Werk vorhanden. | 1850                                                                                     |                  | 13              |
| ehemaliges Gemeindehaus, Jüdisches Gemeindehaus mit Ritaualbad   | ehemaliges Gemeindehaus, Jüdisches Gemeindehaus mit Ritaualbad               | Burgstraße 8 Karte             | Zweigeschossiger Ziegelbau mit Lehrerwohnung, Klassenzimmer und Ritualbad. Wesentliche schutzbegründende Bedeutung: Typus-/Stilausprägung | 1899                                                                                     |                  | 14              |
| ehemalige Synagoge                                               | ehemalige Synagoge                                                           | Burgstraße 10 Karte            | Wesentliche schutzbegründende Bedeutung: Nationalgeschichte |                                                                                          |                  | 15              |
| Kalkofen Muschelkalkbrennerei Gilbertz                           | Kalkofen Muschelkalkbrennerei Gilbertz                                       | Falkenhammer Weg 16 Karte      | Teil eines ehemaligen Zwillingsofens mit Schornstein. Brennofen etwa 16 m hoch und 6 m breit. Letzter seiner Art in Ostfriesland. Ehemaliges Muschelkalkwerk Gilbertz, stillgelegt 1960. Wesentliche schutzbegründende Bedeutung: Wirtschafts- und Technikgeschichte                                   |                                                                                          |                  | 16              |
| Wohn-/Geschäftshaus                                              | Wohn-/Geschäftshaus                                                          | Herdestraße 5 Karte            | Giebelständiger Ziegelbau, Straßenfassade mit Schweifgiebel. Wesentliche schutzbegründende Bedeutung: Typus-/Stilausprägung | Erbaut Ende 19. Jahrhundert, saniert 1996/97                                             |                  | 17              |
| Wohnhaus                                                         | Wohnhaus                                                                     | Herdestraße 14 Karte           | |                                                                                          |                  | 18              |
| Wohn-/Geschäftshaus                                              | Wohn-/Geschäftshaus                                                          | Herdetor 19 Karte              | Eckhaus zur Molkereistraße. Aufwendig gestaltete Jugendstilfassaden zu beiden Seiten mit stilisierten Pflanzenmotiven an Gewänden und Giebel sowie Blütenfries. Wesentliche schutzbegründende Bedeutung: Bau- und Kunstgeschichte                                                                      | um 1900                                                                                  |                  | 19              |
| BW                                                               | Wohnhaus (Grünes Haus)                                                       | Herdetor 24 Karte              | Zweigeschossiger Putzbau. Schaufassaden mit reicher Stuckierung und Freigespärre. Kleiner eingeschossiger Wirtschaftsanbau (1997 abgebrochen und durch Neubau ersetzt). Wesentliche schutzbegründende Bedeutung: Typus-/Stilausprägung                                                                 | Ende 19. Jahrhundert                                                                     |                  | 20              |
| BW                                                               | Wohnhaus                                                                     | Herrenwall 6 Karte             | Eingeschossiger traufständiger Ziegelbau mit Mansardvollwalmdach. Eingangszone mit flachem Dreiecksgiebel auf Pilasterstützen. Profilierte Fenster- und Türstürze. Wesentliche schutzbegründende Bedeutung: Typus-/Stilausprägung                                                                      | um 1830                                                                                  |                  | 21              |
| BW                                                               | Wohnhaus                                                                     | Herrenwall 15 Karte            | Villenähnlicher eingeschossiger Ziegelbau mit Drempel. Übergiebelter Mittelrisalit. Stuckgliederung durch Eckquaderung, Gesimse und Fensterumrandungen. Wesentliche schutzbegründende Bedeutung: Typus-/Stilausprägung                                                                                 | um 1905                                                                                  |                  | 22              |
| BW                                                               | Wohnhaus                                                                     | Herrenwall 18 Karte            | Eingeschossiger traufständiger Ziegelbau mit Halbwalmdach. Übergiebelter Mittelrisalit. Zierfries an Traufen und Giebeldreieck. Wesentliche schutzbegründende Bedeutung: Typus-/Stilausprägung | Mitte 19. Jahrhundert                                                                    |                  | 23              |
| BW                                                               | Wohnhaus                                                                     | Im Burggrund 25 Karte          | Wohl ehemaliges Gartenhaus. Eingeschossiger Putzbau mit Vollwalmdach. Fein profiliertes Kranzgesims und Fensterstürze, um 1800. Kleiner Stallflügel in Ziegelbau, Ende 19. Jahrhundert. Wesentliche schutzbegründende Bedeutung: Typus-/Stilausprägung                                                 | um 1800 (Putzbau), Ende 19. Jahrhundert (Stallflügel)                                    |                  | 24              |
| Wohnhaus                                                         | Wohnhaus                                                                     | Jücherstraße 6 Karte           | Eingeschossiger Ziegelbau mit mittigem Eingang. Traufsteine, Formsteingesims am Ortgang | datiert 1804                                                                             |                  | 25              |
| BW                                                               | Wohnhaus                                                                     | Jücherstraße 9 Karte           | |                                                                                          |                  | 27              |
| Wohnhaus                                                         | Wohnhaus                                                                     | Jücherstraße 10 Karte          | Eingeschossiger Ziegelbau mit Seitenflur | Anfang 19. Jahrhundert                                                                   |                  | 28              |
| weitere Bilder                                                   | Wohnhaus (Puppenhaus)                                                        | Jücherstraße 11 Karte          | L-förmiger, älterer Baukörper mit Straßenfassade aus der Mitte des 19. Jahrhunderts. Zwischen den Fensterachsen sechs ehemalige Grabfiguren. Baubeschreibung siehe auch Altstadterneuerung Esens, S. 19                                                                                                | Mitte 19. Jahrhundert (Straßenfassade)                                                   |                  | 29              |
| Wohn-/Geschäftshaus                                              | Wohn-/Geschäftshaus                                                          | Jücherstraße 12 Karte          | Wohnhaus. Ursprünglich eingeschossiger Ziegelbau. Im vorderen Teil aufgestockt und mit neuem Putzgiebel von ca. 1910. Nach Erfassung zum Wohn-/Geschäftshaus umgenutzt | ca. 1910 (Putzgiebel)                                                                    |                  | 30              |
| Wohnhaus                                                         | Wohnhaus                                                                     | Jücherstraße 14 Karte          | Eingeschossiger Ziegelbau mit Drempel. Geschweifter Volutengiebel. Giebel nachträglich verputzt. Baubeschreibung siehe auch Altstadterneuerung Esens, S. 19 | datiert 1819                                                                             |                  | 31              |
| ehemalige Tankstelle                                             | ehemalige Tankstelle                                                         | Jücherstraße 23 Karte          | Tankstellengebäude aus der Mitte der 1950er Jahre. Originale Fenstereinteilung und Verglasung erhalten. Heute Nutzung als Moto-Shop. Wesentliche schutzbegründende Bedeutung: Typus-/Stilausprägung | Mitte der 1950er Jahre                                                                   |                  | 32              |
| BW                                                               | Wohn-/Wirtschaftsgebäude, Alleenhof                                          | Jüchertor 63 Karte             | |                                                                                          |                  | 33              |
| weitere Bilder                                                   | Kriegerdenkmal                                                               | Kirchplatz Karte               | |                                                                                          |                  | 34              |
| weitere Bilder                                                   | Kirche, St.-Magnus-Kirche, ev.-luth. mit ehemaligem Kirchhof und Baumbestand | Kirchplatz 3 Karte             | Dreischiffige neugotische Hallenkirche mit Westturm. Schmales westliches und breites östliches Querschiff, halbrunde Ostapsis. Baubeschreibung siehe auch Altstadterneuerung Esens, S. 16 | datiert 1844/1850                                                                        |                  | 35              |
| ehemalige Schule                                                 | ehemalige Schule                                                             | Kirchplatz 5/7 Karte           | Zweigeschossiger Ziegelbau mit Walmdach. Gliederung durch Lisenen, Gesimse und rundbogige Fenster mit Verdachung. Östlicher teil angepasst verlängert. Wesentliche schutzbegründende Bedeutung: Typus-/Stilausprägung                                                                                  | datiert 1866                                                                             |                  | 36              |
| BW                                                               | Rathaus                                                                      | Marktstraße 1 Karte            | Ursprünglich selbstständiger Baukörper. Jetzt zu Am Markt 2 gehörig und diesen in den Formen angeglichen. Baubeschreibung siehe auch Altstadterneuerung Esens, S. 17 | Erbaut 1. Hälfte 18. Jahrhundert.                                                        |                  | 37              |
| Wohn-/Geschäftshaus                                              | Wohn-/Geschäftshaus                                                          | Marktstraße 2 Karte            | |                                                                                          |                  | 38              |
| Wohn-/Geschäftshaus                                              | Wohn-/Geschäftshaus                                                          | Marktstraße 4 Karte            | |                                                                                          |                  | 39              |
| Wohn-/Geschäftshaus                                              | Wohn-/Geschäftshaus                                                          | Marktstraße 6 Karte            | |                                                                                          |                  | 40              |
| weitere Bilder                                                   | Wohn-/Geschäftshaus                                                          | Marktstraße 8 Karte            | |                                                                                          |                  | 41              |
| weitere Bilder                                                   | Wohn-/Geschäftshaus                                                          | Marktstraße 10 Karte           | Giebelständiger anderthalbgeschossiger Backsteinbau. Putzfassade mit Ziegelgliederung. Sehr schöne Jugendstilfenster und originaler Ladeneinbau erhalten. |                                                                                          |                  | 42              |
| Wohn-/Geschäftshaus                                              | Wohn-/Geschäftshaus                                                          | Molkereistraße 15 Karte        | Eingeschossiger Putzbau mit Drempel. Stuckgliederung mit Eckquaderung, Verdachungen und Gesimsen. Wesentliche schutzbegründende Bedeutung: Typus-/Stilausprägung | um 1900                                                                                  |                  | 43              |
| Jüdischer Friedhof                                               | Jüdischer Friedhof                                                           | Mühlenweg Karte                | Alter jüdischer friedhof aus dem ausgehenden 18. Jahrhundert mit mahnmalsartiger Zusammenstellung der erhaltenen Grabsteine. Acht Grabsteine, fünf Grabplatten und ein Gedenkstein in der Mittelachse. Wesentliche schutzbegründende Bedeutung: Ortsgeschichte                                         |                                                                                          |                  | 44              |
| ehemaliges Empfangsgebäude Bahnhof (Kleinbahnstrecke)            | ehemaliges Empfangsgebäude Bahnhof (Kleinbahnstrecke)                        | Norderstraße 15 Karte          | Ehemalige Kleinbahnstrecke. Zweigeschossiger Putzbau mit Ziegelgliederung, zur Bahnseite Seitenrisalite. Wesentliche schutzbegründende Bedeutung: Typus-/Stilausprägung | um 1910                                                                                  |                  | 45              |
| weitere Bilder                                                   | Wohn-/Geschäftshaus                                                          | Steinstraße 2 Karte            | |                                                                                          |                  | 46              |
| weitere Bilder                                                   | Wohn-/Geschäftshaus                                                          | Steinstraße 3 Karte            | Die Fassade des älteren Baukörpers wurde um 1900 in Jugendstilformen umgestaltet | um 1900 (Fassade)                                                                        |                  | 47              |
| Wohn-/Geschäftshaus                                              | Wohn-/Geschäftshaus                                                          | Steinstraße 10 Karte           | Eingeschossiger giebelständiger Ziegelbau. Rückgiebel ursprünglich mit Tor, wohl 18. Jahrhundert. Um 1910 Straßengiebel in Jugendstilformen mit Schaufenstern | 18. Jahrhundert (Baukörper), um 1910 (Straßengiebel mit Schaufenstern)                   |                  | 48              |
| Wohnhaus (Haus Edzards)                                          | Wohnhaus (Haus Edzards)                                                      | Steinstraße 20 Karte           | Zweigeschossiger, giebelständiger Ziegelbau. Im Kern Renaissancebau 16. Jahrhundert. An Seitenwänden ursprüngliche Gestaltung erkennbar. 1788 Fassadenumbau mit Volutengiebel, Giebelbekrönung, profilierte Türrahmung, Schiebefenster. Wesentliche schutzbegründende Bedeutung: Typus-/Stilausprägung | 16. Jahrhundert (Kernbau), 1788 (Fassade)                                                |                  | 49              |
| Wohn-/Geschäftshaus                                              | Wohn-/Geschäftshaus                                                          | Steinstraße 26 Karte           | |                                                                                          |                  | 50              |
| BW                                                               | Wohn-/Geschäftshaus                                                          | Steinstraße 38 Karte           | Zweigeschossiger Ziegelbau mit Walmdach, wohl 18. Jahrhundert. Straßenseitig Stuckfassade um 1880. Wesentliche schutzbegründende Bedeutung: Typus-/Stilausprägung | wohl 18. Jahrhundert (Ziegelbau), um 1880 (Stuckfassade)                                 |                  | 51              |
| BW                                                               | Krankenhaus (Peter-Friedrich-Ludwig-Hospital)                                | Sterburer Weg 1 Karte          | |                                                                                          |                  | 52              |
| BW                                                               | Wallanlage, Stadtwall                                                        | Süderwall Karte                | Teilstück der ehemaligen Stadtumwallung mit Baumreihe |                                                                                          |                  | 53              |
| BW                                                               | ehemaliges Wohnhaus, Jugendbegegnungsstätte                                  | Theodor-Thomas-Straße 2 Karte  | |                                                                                          |                  | 54              |
| BW                                                               | Wohnhaus                                                                     | Theodor-Thomas-Straße 4 Karte  | |                                                                                          |                  | 55              |
| BW                                                               | Wohnhaus                                                                     | Theodor-Thomas-Straße 7 Karte  | |                                                                                          |                  | 56              |
| BW                                                               | Wohnhaus mit Schumacherwerkstadt                                             | Theodor-Thomas-Straße 13 Karte | |                                                                                          |                  | 57              |
| BW                                                               | Wohnhaus                                                                     | Theodor-Thomas-Straße 15 Karte | |                                                                                          |                  | 58              |
| BW                                                               | Wohnhaus                                                                     | Theodor-Thomas-Straße 17 Karte | |                                                                                          |                  | 59              |
| Kriegerdenkmal                                                   | Kriegerdenkmal                                                               | Vor dem Drostentor Karte       | |                                                                                          |                  | 60              |
| Amtsgericht mit straßenseitiger Lindenreihe                      | Amtsgericht mit straßenseitiger Lindenreihe                                  | Vor dem Drostentor 2 Karte     | Zweigeschossiger, traufständiger, rot überstrichener Ziegelbau mit Vollwalmdach. Übergiebelter Mittelrisalit mit Eingang aus profiliertem Sandstein, Geschoss- und Kranzgesims | datiert 1827                                                                             |                  | 61              |
| Wohnhaus                                                         | Wohnhaus                                                                     | Vor dem Drostentor 15 Karte    | |                                                                                          |                  | 62              |
| Wohnhaus                                                         | Wohnhaus                                                                     | Vor dem Drostentor 17 Karte    | |                                                                                          |                  | 63              |
| BW                                                               | Wohnhaus                                                                     | Westerstraße 4 Karte           | |                                                                                          |                  | 64              |
| BW                                                               | Wohnhaus                                                                     | Westerstraße 6 Karte           | |                                                                                          |                  | 65              |
| Wohnhaus                                                         | Wohnhaus                                                                     | Westerstraße 7 Karte           | Kleines Seitenflurhaus. Eingeschossiger Ziegelbau mit Drempel. Straßengiebel verputzt, originale Türen und Fenster. Wesentliche schutzbegründende Bedeutung: Typus-/Stilausprägung |                                                                                          |                  | 66              |
| Wohnhaus (Becker-Haus)                                           | Wohnhaus (Becker-Haus)                                                       | Westerstraße 9 Karte           | Wuchtiger zweigeschossiger, traufständiger Ziegelbau. Erdgeschoss mit Segmentbogenfenstern. Obergeschoss mit Rundbogenfenstern. Kräftige Gesimse. Wesentliche schutzbegründende Bedeutung: Typus-/Stilausprägung                                                                                       | 1862                                                                                     |                  | 67              |
| Wohnhaus                                                         | Wohnhaus                                                                     | Westerstraße 11 Karte          | |                                                                                          |                  | 68              |
| Wohnhaus                                                         | Wohnhaus                                                                     | Westerstraße 13 Karte          | | 1862                                                                                     |                  | 69              |
| BW                                                               | Wohn-/Geschäftshaus (Stadt-Bäckerei Henschen)                                | Westerstraße 15 Karte          | |                                                                                          |                  | 70              |
| BW                                                               | Wohnhaus, ehemaliges Wohn-/Wirtschaftsgebäude                                | Sterbur 1 Karte                | |                                                                                          |                  | 71              |
| BW                                                               | Wohn-/Wirtschaftsgebäude, ehemaliges Gulfhaus (Landarbeiterhaus)             | Sterbur 3 Karte                | |                                                                                          |                  | 72              |
| BW                                                               | ehemaliges Wohn-/Wirtschaftsgebäude                                          | Sterbur 5 Karte                | |                                                                                          |                  | 73              |

## Gruppendenkmale
| Bild                     | Bezeichnung                         | Lage                                            | Beschreibung | Bauzeit | Eingetragen seit | Denkmal- nummer |
| ------------------------ | ----------------------------------- | ----------------------------------------------- | --- | ------- | ---------------- | --------------- |
| BW                       | Esenser Stadtwall                   | Süderwall Karte                                 | Teilstück der ehemaligen Stadtumwallung mit Baumreihe |         |                  | 11              |
| BW                       | Esenser Kirche                      | Kirchplatz Karte                                | Ev. Kirche mit Kriegerdenkmal auf baumbestandenem ehemaligem Friedhof. Bestehend aus: Kriegerdenkmal (Kirchplatz), St.-Magnus-Kirche (Kirchplatz 3), Wohnhaus, ehemalige Jugendbegegnungsstätte (Theodor-Thomas-Straße 2), Wohnhaus, (Theodor-Thomas-Straße 4) |         |                  | 12              |
| Marktplatzbebauung Esens | Marktplatzbebauung Esens            | Am Markt Karte                                  | Stadtbildprägende, geschlossene ein- bis zweigeschossige Bebauung an Süd- und Ostseite des zentralen Marktplatzes. Bürgerhäuser giebelständig, öffentliche Gebäude traufständig. Bestehend aus: Gasthaus, Stadthaus (Am Markt 1), Stadtscheune, ehemalige Stadtschüür (Am Markt 1a), Rathaus, ehemaliges Wangelinsches Witwenstift (Am Markt 2), Wohn-/Geschäftshaus Anzeiger für Harlingerland (Am Markt 3), Wohn-/Geschäftshaus (Am Markt 5), Wohn-/Geschäftshaus (Am Markt 6), Hotel Wietings Hotel (Am Markt 7), Wohn-/Geschäftshaus (Am Markt 9), Wohn-/Geschäftshaus (Am Markt 11) Bestandteil Wohn-/Geschäftshaus (Am Markt 13), Rathaus (Marktstraße 1) |         |                  | 13              |
| BW                       | Esens, Ensemble Jücherstraße 6-14   | Jücherstraße 6-14 Karte                         | Geschlossene Folge giebelständiger Kleinbürgerhäuser. Im Kern meist Anfang 19. Jahrhundert. Bestehend aus: Wohnhaus (Jücherstraße 6), Wohnhaus (Jücherstraße 8), Wohnhaus (Jücherstraße 9), Wohnhaus (Jücherstraße 10), Wohnhaus (Jücherstraße 11), Wohn-/Geschäftshaus (Jücherstraße 12), Wohnhaus (Jücherstraße 14), |         |                  | 14              |
| BW                       | Amtsgericht Esens                   | Vor dem Drostentor Karte                        | Gerichtsgebäude, davor Kriegerdenkmal mit Esenser Bär zur Straße Lindenreihe. Bestehend aus: Kriegerdenkmal (Vor dem Drostentor), Amtsgericht (Vor dem Drostentor 2) |         |                  | 15              |
| BW                       | Esens, Jüdischer Friedhof           | Mühlenweg Karte                                 | Alter jüdischer friedhof mit Dokumentationscharakter für die Entwicklung des Judentums in Ostfriesland und Norddeutschland. Anlage durch Hecke und Gittertor eingefriedet. Gedenkstein in der Mittelachse. Die erhaltenen Grabsteine und -platten (ältester von 1840) werden durch Fragmente zerstörter Grabdenkmale eingefasst. |         |                  | 16              |
| BW                       | Ensemble Westerstraße II            | Westerstraße 11, 13, 15 Karte                   | Bestehend aus Wohnhaus (Westerstraße 11), Wohnhaus (Westerstraße 13), Wohn-/Geschäftshaus Stadt-Bäckerei Henschen (Westerstraße 15) |         |                  | 17              |
| BW                       | Ensemble Westerstraße I             | Westerstraße 4, 6 Karte                         | Bestehend aus Wohnhaus (Westerstraße 4), Wohnhaus (Westerstraße 13), Wohn-/Geschäftshaus Stadt-Bäckerei Henschen (Westerstraße 15) |         |                  | 18              |
| BW                       | Ensemble Theodor-Thomas-Straße      | Westerstraße 13, 15, 17 Karte                   | Gebäudegruppe von drei ehemaligen Handwerkerhäusern an der Ecke Theodor-Thomas-Straße / Norderwall sowie einem Anbau zu Nummer 13 (ehemalige Schuhmacherwerkstatt). Bestehend aus Wohnhaus (Theodor-Thomas-Straße 13), Wohnhaus (Theodor-Thomas-Straße 15), Wohnhaus (Theodor-Thomas-Straße 17) |         |                  | 19              |
| BW                       | Ensemble Markt-/Steinstraße         | Marktstraße 2, 4, 6, 8, 10, Steinstraße 2 Karte | Bestehend aus Wohn-/Geschäftshaus (Marktstraße 2), Wohn-/Geschäftshaus (Marktstraße 4), Wohn-/Geschäftshaus (Marktstraße 6), Wohn-/Geschäftshaus (Marktstraße 8), Wohn-/Geschäftshaus (Marktstraße 10), Wohn-/Geschäftshaus (Steinstraße 2) |         |                  | 20              |
| BW                       | Sterbur, westlicher Dorfrandbereich | Sterbur 1, 3, 5 Karte                           | Bestehend aus Wohnhaus, ehemaliges Wohn-/Wirtschaftsgebäude (Sterbur 1), Wohn-/Wirtschaftsgebäude, ehemaliges Gulfhaus (Sterbur 3), Wohnhaus, ehemaliges Wohn-/Wirtschaftsgebäude (Sterbur 5) |         |                  | 21              |
| Ehemalige Synagoge Esens | Ehemalige Synagoge Esens            | Burgstraße 8, 10 Karte                          | Das ehemalige Gemeindehaus und die ehemalige Synagoge bilden zusammen eine städtebauliche Einheit. Bestehend aus: Gemeindehaus, ehemaliges Jüdisches Gemeindehaus (Burgstraße 8), ehemalige Synagoge (Burgstraße 10) |         |                  | 22              |

## Abgegangene Baudenkmale
| Bild     | Bezeichnung | Lage                 | Beschreibung | Bauzeit | Eingetragen seit | Denkmal- nummer |
| -------- | ----------- | -------------------- | --- | ------- | ---------------- | --------------- |
| Wohnhaus | Wohnhaus    | Jücherstraße 8 Karte | Zweigeschossiger Ziegelbau, Straßengiebel verputzt (viertes Haus von links). Das baufällige Haus wurde im November 2017 abgebrochen. | um 1910 |                  | 26              |